# Mayasandra, Sira
Mayasandra là một làng thuộc tehsil Sira, huyện Tumkur, bang Karnataka, Ấn Độ.